# Lithophane tephrina
Lithophane tephrina là một loài bướm đêm trong họ Noctuidae.